# Nick Krause
Nick Krause (Austin, 14 aprile 1992) è un attore statunitense.

## Biografia
Nato ad Austin e cresciuto a Georgetown, in Texas, figlio dell'agente cinematografico Liz Atherton e fratello maggiore dell'attrice Kate Krause. Mostrando notevoli capacità in ambito scolastico, a soli dieci anni ha frequentato un corso universitario di matematica, dopodiché ha scelto di frequentare la scuola NYOS, dove ha contribuito a fondare e dirigere il club di scienza. Sempre all'età di dieci anni si è avvicinato al mondo della recitazione prendendo parte a un workshop di improvvisazione comica. Si è diplomato presso la Georgetown High School. Krause, oltre a ciò, suona la chitarra e ha frequentato la scuola di musica Paul Green School of Rock, nella quale è stato membro del SOR All-Stars, gruppo musicale di studenti che si esibisce a livello regionale al fine di promuovere la scuola. Attualmente risiede a Los Angeles.
Ha debuttato come attore comparendo nel primo episodio della serie televisiva Jack & Bobby nel 2004. Le sue prime apparizioni in ambito cinematografico risalgono al 2006, anno in cui prende parte ai film The Garage e Come mangiare i vermi fritti. Dopo aver interpretato una piccola parte nella commedia Come ti ammazzo l'ex nel 2009, prende parte al film Paradiso amaro, al fianco di George Clooney e Shailene Woodley. La pellicola ha ricevuto cinque candidature ai Premi Oscar, vincendo la statuetta per la miglior sceneggiatura non originale. Nel 2012 è tra i personaggi principali della serie televisiva Hollywood Heights - Vita da popstar. L'anno successivo è il protagonista del film drammatico White Rabbit. Dal 2013 al 2014 è tornato in televisione interpretando un ruolo ricorrente nella serie Parenthood. Nel 2014 è apparso nel film di Richard Linklater Boyhood, che si è aggiudicato sei candidature ai Premi Oscar 2015.

## Filmografia

### Cinema
- The Garage, regia di Carl Thibault (2006)
- Come mangiare i vermi fritti (How to Eat Fried Worms), regia di Bob Dolman (2006)
- Homo Erectus, regia di Adam Rifkin (2007)
- Come ti ammazzo l'ex (ExTerminators), regia di John Inwood (2009)
- Paradiso amaro (The Descendants), regia di Alexander Payne (2011)
- White Rabbit, regia di Tim McCann (2013)
- Boyhood, regia di Richard Linklater (2014)
- Darwin, regia di Benjamin Duffield (2016)
- Windsor, regia di Porter Farrell (2016)

### Cortometraggi
- Enough, regia di Remington Dewan (2008)

### Televisione
- Jack & Bobby - serie TV, episodio 1x01 (2004)
- As the Bell Rings - serie TV, episodio 1x01 (2007)
- Amiche nemiche (GCB) - serie TV, episodio 1x01 (2012)
- Sketchy - serie TV, episodio 1x02 (2012)
- Hollywood Heights - Vita da popstar (Hollywood Heights) - serie TV, 15 episodi (2012)
- Key & Peele - serie TV, episodio 3x07 (2013)
- Parenthood - serie TV, 6 episodi (2013-2014)
- Married - serie TV, episodio 1x04 (2014)
- Grimm - serie TV, episodi 4x09-4x10 (2015)

## Riconoscimenti
- 2007 – Young Artist Awards[14]
  - Miglior giovane cast in un film per Come mangiare i vermi fritti
- 2011 – Gotham Awards[15]
  - Candidatura al Miglior cast per Paradiso amaro
- 2012 – Central Ohio Film Critics Association[16]
  - 2º posto al miglior cast per Paradiso amaro
- 2014 – Boston Film Festival[17]
  - Miglior attore per White Rabbit

## Doppiatori italiani
Nelle versioni in italiano delle opere in cui ha recitato, Nick Krause è stato doppiato da:
- Mattia Nissolino in Amiche nemiche
- Daniele Giuliani in Paradiso amaro
- Giuseppe Ippoliti in Hollywood Heights - Vita da popstar
- Stefano Broccoletti in Boyhood